# Memoriał Luboša Tomíčka 2012
Memoriał Luboša Tomíčka 2012 – rozegrane po raz 44. w Pradze zawody żużlowe, mające na celu upamiętnienie czechosłowackiego żużlowca Luboša Tomíčka, który zginął tragicznie w Pardubicach w 1968 roku. W memoriale zwyciężył Polak Rafał Okoniewski.

## Wyniki
- Praga, 11 września 2012

| Msc. | Zawodnik             | Państwo   | Pkt    |             |  |
| ---- | -------------------- | --------- | ------ | ----------- |  |
| 1    | Rafał Okoniewski     | Polska    | 15 +4  | (3,3,3,3,3) |  |
| 2    | Matěj Kůs            | Czechy    | 14 +3  | (3,3,3,2,3) |  |
| 3    | Grzegorz Zengota     | Polska    | 10 +2  | (2,0,3,3,2) |  |
| 4    | Daniel Nermark       | Szwecja   | 11 +1  | (2,3,3,3,t) |  |
| 5    | Nicki Pedersen       | Dania     | 12 +ns | (3,2,2,3,2) |  |
| 6    | Václav Milík         | Czechy    | 10     | (1,2,2,2,3) |  |
| 7    | Christian Hefenbrock | Niemcy    | 9      | (3,1,2,1,2) |  |
| 8    | Josef Franc          | Czechy    | 7      | (2,3,2,–,–) |  |
| 9    | Dakota North         | Australia | 6      | (0,1,1,1,3) |  |
| 10   | Tomasz Gapiński      | Polska    | 6      | (2,0,1,2,1) |  |
| 11   | Maks Gregorič        | Słowenia  | 5      | (1,2,0,0,2) |  |
| 12   | Wiktor Gołubowski    | Rosja     | 5      | (1,1,1,2,0) |  |
| 13   | Eduard Krčmář        | Czechy    | 3      | (0,2,d,0,1) |  |
| 14   | Michał Mitko         | Polska    | 3      | (0,0,1,1,1) |  |
| 15   | rez. Zdeněk Holub    | Czechy    | 2      | (1,1)       |  |
| 16   | Gugliemo Franchetti  | Włochy    | 1      | (1,0,0,0,0) |  |
| 17   | Luboš Tomíček        | Czechy    | 1      | (w,1,0,0,w) |  |
| 18   | rez. Michal Škurla   | Czechy    | 0      | (w)         |  |

Bieg po biegu:
1. Okoniewski, Gapiński, Milík, Mitko
2. Hefenbrock, Franc, Gołubowski, North
3. Pedersen, Zengota, Gregorič, Krčmář
4. Kůs, Nermark, Franchetti, Tomíček (w/u)
5. Franc, Gregorič, Tomíček, Gapiński
6. Nermark, Pedersen, Hefenbrock, Mitko
7. Kůs, Milík, North, Zengota
8. Okoniewski, Krčmář, Gołubowski, Fr4anchetti
9. Zengota, Hefenbrock, Gapiński, Franchetti
10. Kůs, Franc, Mitko, Krčmář (d)
11. Nermark, Milík, Gołubowski, Gregorič
12. Okoniewski, Pedersen, North, Tomíček
13. Nermark, Gapinski, North, Krčmář
14. Zengota, Gołubowski, Mitko, Tomíček
15. Pedersen, Milík, Holub (Franc N), Franchetti
16. Okoniewski, Kůs, Hefenbrock, Gregorič
17. Kůs, Pedersem, Gapiński, Gołubowski
18. North, Gregorič, Mitko, Franchetti
19. Milík, Hefenbrock, Krčmář, Tomíček (w/u)
20. Okoniewski, Zengota, Holub, Škurla (w/u)
21. Finał: Okoniewski, Kůs, Zengota, Nermark, Pedersen (ns)